# Servi Jesu et Mariae
Servi Jesu et Mariae, SJM, är ett katolskt prästsällskap, grundat 1988. Sällskapet är tämligen unikt då det firar både den nya romerska och den äldre romerska liturgin, det vill säga den paulinska och den tridentinska liturgin. Prästerna kallar sig själva för scoutpräster och är rotade i ignatiansk spiritualitet.